# Şəkərli (Salyan)
Şəkərli è un comune dell'Azerbaigian situato nel distretto di Salyan. Conta una popolazione di 2 204 abitanti.